# Polgárd (distrikt)
Polgárd är ett distrikt i Ungern. Det ligger i provinsen Fejér, i den västra delen av landet, 80 km sydväst om huvudstaden Budapest.